# Paracanthonchus bothnicus
Paracanthonchus bothnicus är en rundmaskart. Paracanthonchus bothnicus ingår i släktet Paracanthonchus, och familjen Cyatholaimidae. Arten är reproducerande i Sverige.